# Bosanski Dubočac
Bosanski Dubočac (szerbül: Босански Дубочац), település Bosznia-Hercegovinában, Derventa községben, a Szerb Köztársaság északi régiójában. 

## Fekvése
A település Bosznia-Hercegovina északi részén, Dobojtól légvonalban 39, közúton 49 km-re északnyugatra, községközpontjától légvonalban 7, közúton 9 km-re észak-északnyugatra, a horvátországi Dubočaccal átellenben, a Száva jobb partján, 125-214 méteres magasságban található. A település a Derventa—Kobaš út mentén húzódik

## Népessége
| Nemzetiségi csoport | Népesség 1991 | Népesség 2013 |
| ------------------- | ------------- | ------------- |
| Szerb               | 2             | 5             |
| Bosnyák             | 306           | 169           |
| Horvát              | 195           | 21            |
| Jugoszláv           | 44            | 1             |
| Egyéb               | 9             | 5             |
| Összesen            | 556           | 201           |

## Története
Dubočac ősi település. Annak az útnak mentén jött létre, mely már a középkorban Boszniából az Orljava mentén Pozsegára és Bródra vezetett. Vele átellenben a Száva bal partján található a horvátországi Dubočac. Mindkét település jelentős volt és már a középkorban is rendelkezett templommal. A település első írásos említése 1259-ben még birtokként, „terra Dobouch” alakban történt Mária királynénak abban az oklevelében, melyben a Béla király által elvett Lobor váráért cserébe Pucyn fia Chechnek adományozza a pozsega megyei nevű Dobouch birtokot. Ezután is sűrűn szerepel a korabeli oklevelekben, például 1317-ben „Terra in Dobuth”, 1322-ben „Dobolch”, 1339-ben „Dubouch” alakban. A 15. században a Garaiak birtoka volt. Kedvező fekvésének köszönhetően gyorsan fejlődött. 1500-ban már „Opidum Dwbowcz” néven mezővárosként találjuk az Újlakiak birtokában. A 16. században a Borics nembeli grabarjai Beriszló család birtoka volt, akik a török veszély közeledtére a Száva átkelőjének biztosítására várat építettek ide és a folyó átellenes oldalára is. A török 1536-ban mindkét erősséget elfoglalta. A török korban a két közeli jelentős város, Bród és Kobas mellett Dubočac nem tudott igazán fejlődni. A katolikus plébánia a török uralom idején a Száva mindkét oldalán működött, szolgálatát ferences szerzetesek látták el. Bécs 1683-as sikertelen ostroma után a keresztény seregek ellentámadásba mentek át. A felszabadító háború hatására a környéken jelentős népességcsere történt. A muzulmán lakosság a Száva túloldaláról, Boszniába települt át. A karlócai béke után az új határ a Száva folyó lett, de mivel a folyón átmenő forgalom megszűnt a település elveszítette korábbi jelentőségét.
A település 1878-ig tartozott az Oszmán Birodalomhoz, ekkor a berlini kongresszus határozata alapján az Osztrák-Magyar Monarchia része lett. 1879-ben az első osztrák-magyar népszámlálás során a Derventi járáshoz tartozó településnek 121 háztartása, 72 ortodox és 39 római katolikus lakosa volt. 1910-ben a Derventai járáshoz tartozó településen 46 háztartást, 66 ortodox, 191 római katolikus és 1 evangélikus lakost találtak. A monarchia szétesésével 1918-ban előbb a Szerb-Horvát-Szlovén Királyság, majd 1929-től a Jugoszláv Királyság része lett. 1921-ben a Derventai járáshoz tartozó településnek 276 lakosa volt, közülük 51 ortodox szerb, 215 római katolikus és 10 görög katolikus volt. Az 1929-es törvény értelmében, amikor Bosznia-Hercegovinát négy banovinára, Drinskára, Vrbaskára, Zetskára és Primorskára osztották, a település a Vrbaska banovina (Orbászi bánság) része lett, amelynek székhelye Banja Luka volt. 1939-ben a közigazgatás átszervezésével a Hrvatska banovina (Horvát Bánság) része lett.
A második világháborúban Jugoszlávia megszállása után a Független Horvát Állam (NDH) része lett. A második világháború után 1992-ig a település a szocialista Jugoszlávia keretében a Bosznia-Hercegovinai Népköztársaság része volt. A délszláv háború idején a település nehéz időket élt át. A szerbek elfoglalták Bosanski Dubočacot, melyet leromboltak és felégettek, minden lakosa elmenekült. Az elfoglalt településről ágyúzták a túloldali, horvátországi Dubočac szávaparti részeit. A boszniai háborút lezáró daytoni békeszerződés rendelkezése alapján az ország területét felosztották a Bosznia-hercegovinai Föderáció és a boszniai Szerb Köztársaság között. A békeszerződés utáni területmegosztási megállapodás értelmében a település Derventa község részeként a Boszniai Szerb Köztársasághoz került.

## Nevezetességei
A település mecsete. 